# هاجر قويدري
هاجر قويدري، واسمها الحقيقي هجيرة قويدري ، هي روائية وإعلامية جزائرية من بلدية تيبازة. اشتهرت بروايتها نورس باشا، التي تتناول المجتمع الجزائري خلال العهد العثماني، وفازت عنها بالجائزة الثانية في مسابقة الطيب صالح للرواية العربية، لتكون بذلك أول امرأة.  تحصد هذه الجائزة. كما عملت في التلفزيون الوطني الجزائري قبل أن تستقيل منه عام 2012.

## دراستها
هاجر قويدري باحثة جزائرية في مجال الإعلام والاتصال، حاصلة على دكتوراه من جامعة الجزائر 3 عام 2018 عن أطروحة تناولت تقنيات تحرير المحتوى وإدارة المضامين في المواقع الإلكترونية للتلفزيونات الإخبارية. حصلت على ليسانس في علوم الإعلام والاتصال عام 2003، ثم نالت ماجستير في تكنولوجيات الإعلام والاتصال عام 2009، حيث بحثت في التشريعات القانونية للإنترنت. شاركت في دورات تدريبية حول الصحافة الإلكترونية والتصوير الصحفي، كما حضرت ملتقيات أكاديمية متعلقة بالنشر الإلكتروني والإعلام الرقمي.

## حياتها العملية
بدأت هاجر قويدري مسيرتها الإعلامية عام 2000 في الصحافة المكتوبة، حيث عملت بجريدة المساء الجزائرية، ثم انتقلت إلى العمل الإذاعي عبر تقديم برنامج ممرات إلى عالم الإنترنت على القناة الأولى للإذاعة الوطنية. لاحقًا، خاضت تجربة الصحافة الإلكترونية كمحررة بالموقع الإلكتروني للتلفزيون الجزائري بين 2006 و2009، كما قدمت برامج ثقافية بالإذاعة الثقافية الجزائرية خلال 2008-2009.
بين 2008 و2013، أشرفت على الملحق الثقافي لجريدة الفجر، وكتبت زاوية أسبوعية بعنوان قطف الخطى. ثم عملت صحفية محققة بالقناة الفضائية الثالثة بين 2009 و2011، حيث أعدّت تقارير لبرامج مختلفة، كما قدمت برنامج Click_dz بالإذاعة الدولية الجزائرية. استقالت من العمل التلفزيوني عام 2012.
إلى جانب عملها الصحفي، خاضت تجربة كتابة سيناريو الأفلام الوثائقية، حيث شاركت في إنجاز فيلم وثائقي عن الولي الصالح سيدي بومدين، بالإضافة إلى أعمال وثائقية خاصة بالذكرى الخمسين لاستقلال الجزائر.
حاليًا، تشغل منصب أستاذة في المدرسة العليا للصحافة وعلوم الإعلام والاتصال، إلى جانب نشاطها في الترجمة، الكتابة الأدبية، والإشراف على الفعاليات الثقافية والإعلامية.

## حياتها الأدبية
بدأت بالشعر، ثم انتقلت إلى الرواية لإحساسها بعدم كفاية القصيدة لما تريد التعبير عنه، إلا أنها لم تنقطع عنه.
ألفت عدة روايات لم تنشر، حتى نشرت أول رواية لها «نورس باشا»، والتي تدور حول المجتمع الجزائري في زمن الحكم العثماني. فازت عن هذه الرواية بالجائزة الثانية في مسابقة الطيب الصالح للرواية العربية. روايتها الثانية «الرّايس» تتحدث عن الحقبة الزمنية ذاتها.

## الجوائز
- جائزة الطيب الصالح للرواية العربية، الجائزة الثانية،[م 1] الخرطوم، 2012.[2][8][9][10]
- جائزة علي معاشي، 2008[6]
- جائزة رئيس الجمهورية للمبدعين الشباب،[م 2] الجزائر.[2][12]

## مؤلفاتها
| م | العمل     | عام الإصدار | الناشر             | عدد الصفحات | رقم تعريفي                                | مراجع                       |
| - | --------- | ----------- | ------------------ | ----------- | ----------------------------------------- | --------------------------- |
| 1 | نورس باشا | 2012        | طوى للنشر والإعلام | 176         |                                           | [ 13 ] [ 14 ]               |
| 2 | الرّايس    | 2015        | منشورات ضفاف       | 192         | (ردمك 9786140213692، وردمك 9786140240032) | [ 15 ] [ 16 ] [ 17 ] [ 18 ] |